# Arichanna lateraria
Arichanna lateraria là một loài bướm đêm trong họ Geometridae.